# Shackleton-Canyon
Koordinaten: 75° 15′ S, 166° 0′ W
Der Shackleton-Canyon ist ein Tiefseegraben im antarktischen Rossmeer.
Namensgeber ist der britische Polarforscher Ernest Shackleton (1874–1922).